# Hubertus van Megen

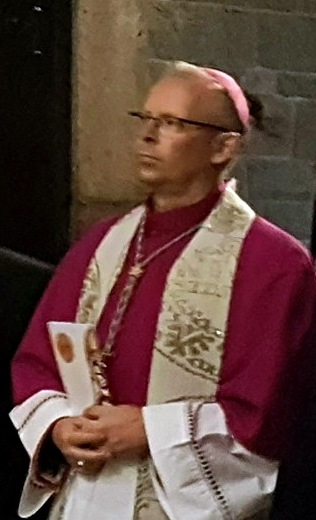
Hubertus van Megen (2018)

Wappen von Hubertus van Megen

Hubertus Matheus Maria van Megen (* 4. Oktober 1961 in Eygelshoven) ist ein niederländischer Geistlicher und Diplomat des Heiligen Stuhls.

## Leben
Hubertus van Megen empfing am 13. Juni 1987 die Priesterweihe für das Bistum Roermond. Er trat in den Diplomatischen Dienst des Heiligen Stuhls ein und war als Nuntiatursekretär unter anderem in Somalia, Brasilien; Israel und der Slowakei eingesetzt. Als Nuntiaturrat war er an der Vertretung des Heiligen Stuhls bei den Vereinten Nationen in Genf und in Malawi tätig, wo er seit 2010 Geschäftsträger war.
Papst Franziskus ernannte ihn am 8. März 2014 zum Titularerzbischof pro hac vice von Novaliciana und zum Apostolischen Nuntius im Sudan. Die Bischofsweihe spendete ihm Kardinalstaatssekretär Pietro Parolin am 17. Mai desselben Jahres. Mitkonsekratoren waren der Bischof von Roermond, Frans Wiertz, und der Ständige Vertreter des Heiligen Stuhls beim Büro der Vereinten Nationen in Genf, Erzbischof Silvano Tomasi CS. Am 7. Juni 2014 ernannte ihn Papst Franziskus zusätzlich zum Apostolischen Nuntius in Eritrea.
Papst Franziskus ernannte ihn am 16. Februar 2019 zum Apostolischen Nuntius in Kenia. Am 19. März 2019 wurde er außerdem Apostolischer Nuntius im Südsudan. Am 25. Mai 2019 ernannte ihn Papst Franziskus zusätzlich zum Ständigen Beobachter beim Umweltprogramm der Vereinten Nationen und dem Programm der Vereinten Nationen für menschliche Siedlungen (HABITAT).
Im September 2019 übte er in Nairobi scharfe Kritik an den westlichen Gesellschaften. Die Menschen im Westen kümmerten sich "nicht einmal um ihre eigenen Kinder".

## Ehrungen
- Päpstlicher Ehrenkaplan (1996)
- Päpstlicher Ehrenprälat (2006)